# 川普 (科羅拉多州)
川普為美國科羅拉多州帕克縣的一座鬼鎮。

## 歷史
川普一開始為農業及畜牧業的聚居地，而1920年代至1930年代期間曾繁榮一時。
川普境內設有一間商店以及一座鄰近牧場的郵局。川普還曾舉辦過當地牛仔之間的競技賽。
川普在1936年人口僅剩3人。
1937年，J·H·約翰遜（J. H. Johnson）在川普附近鑒定出一種獨特的砂岩，並將此砂岩命名為「川普礫岩」（Trump conglomerate）。